# Annemarie Stoltenberg
Annemarie Stoltenberg (* 1957 in Pinneberg) ist eine deutsche Autorin und Literaturkritikerin.

## Leben
Nach dem Schulbesuch in Plön studierte Annemarie Stoltenberg an der Universität in Hamburg Literatur- und Sprachwissenschaften. Schon während ihres Studiums begann sie als freie Autorin beim NDR-Hörfunk. Dort arbeitete sie 15 Jahre lang als Literaturkritikerin, Feature-Autorin, Moderatorin und Reporterin. Zum NDR-Fernsehen wechselte sie 1996 als Redakteurin und war viele Jahre Reporterin im Magazin DAS! am Nachmittag. Heute ist sie Redakteurin bei NDR Kultur.
Annemarie Stoltenberg präsentiert in Buchvorstellungen im Rundfunk und in Veranstaltungen für Buchhändler, Bibliothekare und Buchfreunde ihre Favoriten aus dem großen Angebot von Romanen und Sachbüchern, die alljährlich im Frühjahr und im Herbst erscheinen. Darüber hinaus hat Annemarie Stoltenberg zahlreiche Bücher geschrieben oder herausgegeben. Sie ist Mitglied im PEN-Zentrum Deutschland.

## Werke
- mit Michael Seufert: Elbe, Alster, Jungfernstieg. Hamburger Landgänge. Picus-Verlag, Wien 2002, ISBN 3-85452-762-4.
- (als Hrsg.:) Am Anfang gab's den Apfel. Delikate Geschichten von genußsüchtigen Frauen. Ullstein, München 2000, ISBN 3-548-30461-3.
- (als Hrsg.:) Wünsche sind frei! Frauen träumen. Ullstein, Berlin 1998, ISBN 3-548-30428-1.
- (als Hrsg.:) „Ab in die Wüste!“ Renitente Geschichten von rebellischen Frauen. Ullstein, Berlin 1998, ISBN 3-548-30421-4.
- (als Hrsg.:) Anstiftung zur Courage. Von mutigen Menschen. Rowohlt, Reinbek bei Hamburg 1997, ISBN 3-499-20901-2.
- (als Hrsg.:) Auf den Spuren der Elizabeth von Arnim auf Rügen. Mit Textbeiträgen von Kirsten Jüngling und Brigitte Rossbeck und Farbfotografien von Thomas Billhardt. Ullstein, Berlin 1997, ISBN 3-550-06947-2.
- (als Hrsg.:) Gegen den Strom. Texte zur Courage im Alltag. Rowohlt, Reinbek bei Hamburg 1995, ISBN 3-499-20787-7.
- mit Rainer Meier: Mama hat 'nen neuen Freund. Erfahrungen und Gespräche mit Scheidungskindern. Droemer Knaur, München 1995, ISBN 3-426-84044-8.
- (als Red.:) mit Rainer Meier: 150 Jahre Stadtentwässerung. Umweltbehörde, Hamburg [1993 ?]
- mit Rainer Meier: Wie zersäge ich mein Kind? Erfahrungen und Gespräche mit Scheidungskindern. Kabel, Hamburg 1993, ISBN 3-8225-0229-4
- Meine Mama und sonst keinem seine. Mit Illustrationen von Rotraut Susanne Berner. Deutscher Taschenbuch-Verlag, München 1992, ISBN 3-423-11535-1.
- Ich bin doch nicht euer Fremdenführer. Tucholsky und seine Buchkritiken. Galgenberg, Hamburg 1990, ISBN 3-925387-70-6.
- Beilage Der Studentenulk zu: Kurt Tucholsky: Der Zeitsparer. Grotesken. Von Ignaz Wrobel. Faksimile der Original-Ausgabe. Reuss und Pollack, Berlin 1914, 1. Auflage. Galgenberg, Hamburg 1986, ISBN 3-925387-13-7.